# Nikołaj Rajew
Nikołaj Pawłowicz Rajew, ros. Николай Павлович Раев (ur. 18 października?/30 października 1855 w Niżnym Nowogrodzie, zm. 26 lutego 1919 w Armawir) – rosyjski polityk, ostatni oberprokurator Świątobliwego Synodu Rządzącego pod rządami cara Mikołaja II.
Był synem duchownego prawosławnego i wykładowcy seminarium duchownego w Niżnym Nowogrodzie, Pawła Rajewa-Pisariewa. W wieku czterech lat stracił matkę. Rok później jego ojciec złożył wieczyste śluby mnisze i pod imieniem Palladiusz został następnie wyświęcony na biskupa, obejmując ostatecznie w 1892 godność metropolity petersburskiego i ładoskiego, najwyższą w ówczesnym Rosyjskim Kościele Prawosławnym.
Nikołaj Rajew ukończył studia w Instytucie Języków Wschodnich św. Łazarza w 1878. Od 1894 pracował w ministerstwie oświaty, od 1896 w randze radcy stanu. W 1905 był członkiem rady przy ministrze oświaty. W 1916, po odejściu Aleksandra Wołżyna z funkcji oberprokuratora Świątobliwego Synodu Rządzącego, został jego następcą.
Protoprezbiter Gieorgij Szawielski, naczelny kapelan armii rosyjskiej, w swoich wspomnienia twierdził, że uzyskanie przez Rajewa wysokich stanowisk państwowych było możliwe najpierw dzięki protekcji ojca, a po jego śmierci – dzięki bliskim kontaktom z Rasputinem.
Nikołaj Rajew został usunięty z urzędu oberprokuratora Synodu po rewolucji lutowej. Udał się na Kaukaz razem z byłym metropolitą piotrogrodzkim Pitirimem, również człowiekiem z otoczenia Rasputina, i tam zmarł.